# Hosanna (album)
Pour les articles homonymes, voir Hosanna (homonymie).
Albums de Jean-Jacques Debout
Si Si tu reviens, viens
Hosanna est un album studio de l'auteur-compositeur-interprète Jean-Jacques Debout paru en 1975 chez RCA.

## Pistes
1. Hosanna
2. La Petite Sœur de la Sorbonne
3. La Peinture en couleurs
4. Au-revoir mais pas adieu
5. Redeviens Virginie
6. Je verse de l'ssence
7. Elle a les plus beaux yeux du monde'
8. Ma petite Valentine
9. I love l'amour
10. Si on allait jusqu'au jardin du Luxembourg